# Museo de Artes Decorativas y Diseño
El Museo Nacional de Artes Decorativas y Diseño (en noruego: Kunstindustrimuseet) es un museo de Oslo, Noruega. Desde 2003 forma parte administrativamente del Museo Nacional de Arte, Arquitectura y Diseño.

## Historia
El museo fue fundado en 1876, siendo uno de los primeros de su tipo en Europa, y su primer director fue Henrik A. Grosch. Desde 1904 compartió sede con la Academia Nacional de Artesanía e Industria de Arte en un edificio diseñado por Adolf Bredo Greve y Ingvar MO Hjorth.